# エアファスト
エアファスト・インドネシア（Airfast Indonesia）は、インドネシアの航空会社である。

## 路線
- ジャカルタ、スマラン、スラバヤ、Sumenep Regency, Karimunjava, バウェアン島、バリクパパン、Gosowong, Nabire, Timika

一部は不定期便、チャーター便。

## 保有機材
固定翼機
- ボーイング737-200 : 1機

- マクドネル・ダグラス MD-82 : 2機

- マクドネル・ダグラス MD-83 : 2機

回転翼機
- Mi-171
- ベル 412
- ベル 212
- AS350 B3

退役機種
- エンブラエル ERJ 135
- デ・ハビランド・カナダ DHC-6
- CASA C-212

2021年8月現在